# Dylan
Dylan ist ein überwiegend männlicher Vorname und Familienname.

## Herkunft und Bedeutung
Der Vorname Dylan ist walisischer Herkunft und bedeutet „große Flut“, abgeleitet von den walisischen Wörtern dy („groß(artig)“) und llanw („Flut, Strom“, im Sinne von Ebbe und Flut). Als – eher seltener – Familienname kommt Dylan insbesondere in den USA vor.

## Namensträger

### Sagenfigur
- Dylan Eil Ton, Sohn der walisischen Sagengestalt Arianrhod

### Männlicher Vorname
- Dylan Armstrong (* 1981), kanadischer Kugelstoßer
- Dylan van Baarle (* 1992), niederländischer Radrennfahrer
- Dylan Baker (* 1959), US-amerikanischer Schauspieler
- Dylan Escobar (* 2000), chilenischer Fußballspieler
- Dylan Kennett (* 1994), neuseeländischer Radrennfahrer
- Dylan Linde (* 1980), US-amerikanischer Pokerspieler
- Dylan McDermott (* 1961), US-amerikanischer Schauspieler
- Dylan McGeouch (* 1993), schottischer Fußballspieler
- Dylan Minnette (* 1996), US-amerikanischer Schauspieler und Musiker
- Dylan Moran (* 1971), irischer Komödiant
- Dylan O’Brien (* 1991), US-amerikanischer Schauspieler
- Dylan Patton (* 1992), US-amerikanischer Schauspieler
- Dylan van der Schyff (* 1970), kanadischer Jazzschlagzeuger
- Dylan Thomas Sprouse (* 1992), US-amerikanischer Schauspieler
- Dylan Strome (* 1997), kanadischer Eishockeyspieler
- Dylan Teuns (* 1992), belgischer Radrennfahrer
- Dylan Thomas (1914–1953), walisischer Dichter
- Dylan Tichenor (* 1968), US-amerikanischer Filmeditor
- Dylan Tombides (1994–2014), australischer Fußballspieler
- Dylan Yeo (* 1986), kanadischer Eishockeyspieler

### Familienname
- Bob Dylan (eigentlich Robert Allen Zimmerman; * 1941), US-amerikanischer Musiker und Dichter
- Jakob Dylan (* 1969), US-amerikanischer Singer-Songwriter, jüngster Sohn von Sara und Bob Dylan
- Jesse Dylan (* 1966), US-amerikanischer Filmregisseur, ältester Sohn von Sara und Bob Dylan
- Josh Dylan (* 1994), britischer Schauspieler
- Sam Dylan (* 1985), deutscher Fernsehdarsteller
- Sara Dylan (* 1939), Bob Dylans erste Frau

### Technologie
- Dylan (Programmiersprache), eine Sprache mit Lisp-ähnlicher Semantik und ALGOL-ähnlicher Syntax
- Dylan, ein RAID-Speichersystem der Firma Quantel

### Pseudonym
- Cat Dylan (* 1978), deutsche Autorin von Contemporary Romance- und Young Adult-Romanen, siehe Laini Otis

### Fiktive Personen
- Dylan Hunt, eine Person in der Fernsehserie Gene Roddenberry’s Andromeda
- Dylan Stardust Marshall, eine Figur in der Fernsehserie Modern Family
- Dylan Mayfair, eine Figur in der Fernsehserie Desperate Housewives